# The Countess of Monte-Christo (filme)
The Countess of Monte-Christo (A Condessa de Monte Cristo, no Brasil) é filme estadunidense de 1948 dirigido por Frederick de Cordova, e estrelado por Sonja Henie em seu último papel no cinema.